# Sidney Herbert, XIV conte di Pembroke
Sidney Herbert, XIV conte di Pembroke e XI conte di Montgomery (Londra, 20 febbraio 1853 – Roma, 30 marzo 1913), è stato un nobile e politico britannico.

## Biografia
Herbert nacque a Belgrave Square, a Londra, nel 1853, secondo figlio di Sidney Herbert, I barone di Lea, e della moglie Elizabeth, figlia del tenente generale Charles Ash à Court-Repington. George Herbert, XIII conte di Pembroke, era il suo fratello maggiore, mentre Sir Michael Henry Herbert era il fratello minore. Herbert fu educato all'Eton College e si laureò al Christ Church (Oxford). Donò alla città di Dublino la terra dove oggi sorge Herbert Park.

## Carriera politica
Nel 1877 fu eletto deputato alla Camera dei Comuni per Wilton, nel Wiltshire, ma perse il seggio durante le elezioni generali del 1885; nello stesso periodo acquisì però la sede dei Pembroke, Wilton House, ed incominciò ad avere un ruolo sempre maggiore nella politica del Wiltshire, dando il suo appoggio al Partito Conservatore. Nel 1886 divenne giudice di Croydon succedendo a William Grantham; nuovamente eletto alla Camera dei Comuni servì sotto Robert Gascoyne-Cecil come Lord del Tesoro dal 1886 al 1892.
Nel 1895 succedette a suo fratello come Conte di Pembroke ed acquisì un seggio alla Camera dei lord come Lord Steward of the Household, succedendo a Gavin Campbell, I marchese di Breadalbane sotto Salisbury e Arthur Balfour dal 1895 al 1905; nel 1895 fu ammesso a far parte del Consiglio Privato di Sua Maestà Britannica; inoltre nel 1896 fu presidente del Marylebone Cricket Club.

## Matrimonio
Sposò, il 29 agosto 1877, Lady Beatrix Louisa Lambton, figlia di George Lambton, II conte di Durham. Ebbero quattro figli:
- Lady Beatrix Frances Gertrude Herbert (1878-3 dicembre 1957), sposò in prime nozze il maggiore Sir Neville Rodwell Wilkinson, sposò in seconde nozze Ralph Forward-Howard, VII conte di Wicklow, non ebbe figli da entrambi i matrimoni;
- Reginal Herbert, XV conte di Pembroke (8 settembre 1880-13 gennaio 1960);
- Lady Muriel Herbert (1883-13 febbraio 1951), sposò Arthur John Jex-Blake, ebbero una figlia;
- Lord George Sidney Herbert (8 ottobre 1886-30 gennaio 1942).

## Morte
Morì a Roma, nel marzo 1913, a 60 anni. La contessa di Pembroke morì nel marzo del 1944.

## Ascendenza
|                                       |                                   |                                | Genitori                                 |  |  | Nonni |  |  | Bisnonni                           |  |  | Trisnonni                           |  |
|                                       |                                   |                                |                                          |  |  |       |  |  | Henry Herbert, X conte di Pembroke |  |  | Henry Herbert, IX conte di Pembroke |  |
|                                       |                                   |                                |                                          |  |  |       |  |  | Henry Herbert, X conte di Pembroke |  |  | Henry Herbert, IX conte di Pembroke |  |
|                                       |                                   | Mary FitzWilliam               |                                          |  |  |       |  |  | Henry Herbert, X conte di Pembroke |  |  |                                     |  |
| George Herbert, XI conte di Pembroke  |                                   |                                |                                          |  |  |       |  |  | Henry Herbert, X conte di Pembroke |  |  |                                     |  |
|                                       |                                   | Elizabeth Spencer              | Charles Spencer, III duca di Marlborough |  |  |       |  |  |                                    |  |  |                                     |  |
|                                       |                                   | Elizabeth Spencer              | Charles Spencer, III duca di Marlborough |  |  |       |  |  |                                    |  |  |                                     |  |
|                                       |                                   | Elizabeth Spencer              | Elizabeth Trevor                         |  |  |       |  |  |                                    |  |  |                                     |  |
| Sidney Herbert, I barone di Lea       |                                   | Elizabeth Spencer              |                                          |  |  |       |  |  |                                    |  |  |                                     |  |
|                                       |                                   | Semën Romanovič Voroncov       | Roman Illarionovič Voroncov              |  |  |       |  |  |                                    |  |  |                                     |  |
|                                       |                                   | Semën Romanovič Voroncov       | Roman Illarionovič Voroncov              |  |  |       |  |  |                                    |  |  |                                     |  |
|                                       |                                   | Semën Romanovič Voroncov       | Marfa Ivanovna Surmina                   |  |  |       |  |  |                                    |  |  |                                     |  |
| Ekaterina Semënovna Voroncova         |                                   | Semën Romanovič Voroncov       |                                          |  |  |       |  |  |                                    |  |  |                                     |  |
|                                       |                                   | Ekaterina Alekseevna Senjavina | Aleksej Naumovič Senjavin                |  |  |       |  |  |                                    |  |  |                                     |  |
|                                       |                                   | Ekaterina Alekseevna Senjavina | Aleksej Naumovič Senjavin                |  |  |       |  |  |                                    |  |  |                                     |  |
|                                       |                                   | Ekaterina Alekseevna Senjavina | Anna Elisabeth von Bradke                |  |  |       |  |  |                                    |  |  |                                     |  |
| Sidney Herbert, XIV conte di Pembroke |                                   | Ekaterina Alekseevna Senjavina |                                          |  |  |       |  |  |                                    |  |  |                                     |  |
|                                       | William Ashe-à Court, I baronetto | William Ashe-à Court           |                                          |  |  |       |  |  |                                    |  |  |                                     |  |
|                                       | William Ashe-à Court, I baronetto | William Ashe-à Court           |                                          |  |  |       |  |  |                                    |  |  |                                     |  |
|                                       | William Ashe-à Court, I baronetto | Annabella Vernon               |                                          |  |  |       |  |  |                                    |  |  |                                     |  |
| Charles Ashe à Court-Repington        | William Ashe-à Court, I baronetto |                                |                                          |  |  |       |  |  |                                    |  |  |                                     |  |
|                                       |                                   | Lætitia Wyndham                | Henry Wyndham                            |  |  |       |  |  |                                    |  |  |                                     |  |
|                                       |                                   | Lætitia Wyndham                | Henry Wyndham                            |  |  |       |  |  |                                    |  |  |                                     |  |
|                                       |                                   | Lætitia Wyndham                | Arundel Penruddock                       |  |  |       |  |  |                                    |  |  |                                     |  |
| Elizabeth Ashe à Court-Repington      |                                   | Lætitia Wyndham                |                                          |  |  |       |  |  |                                    |  |  |                                     |  |
|                                       |                                   | Abraham Gibbs                  | John Gibbs                               |  |  |       |  |  |                                    |  |  |                                     |  |
|                                       |                                   | Abraham Gibbs                  | John Gibbs                               |  |  |       |  |  |                                    |  |  |                                     |  |
|                                       |                                   | Abraham Gibbs                  | Elizabeth Meachin                        |  |  |       |  |  |                                    |  |  |                                     |  |
| Mary Elizabeth Catherine Gibbs        |                                   | Abraham Gibbs                  |                                          |  |  |       |  |  |                                    |  |  |                                     |  |
|                                       |                                   | Mary Elizabeth Douglas         | James Douglas                            |  |  |       |  |  |                                    |  |  |                                     |  |
|                                       |                                   | Mary Elizabeth Douglas         | James Douglas                            |  |  |       |  |  |                                    |  |  |                                     |  |
|                                       |                                   | Mary Elizabeth Douglas         | Margaret Mackay                          |  |  |       |  |  |                                    |  |  |                                     |  |
|                                       |                                   | Mary Elizabeth Douglas         |                                          |  |  |       |  |  |                                    |  |  |                                     |  |